# Eissporthalle Ravensburg – CHG Arena
Die Eissporthalle Ravensburg – CHG Arena (ursprünglich nur Eissporthalle Ravensburg) ist eine Eissporthalle in Ravensburg im südlichen Baden-Württemberg, die vor allem von den Ravensburg Towerstars, die in der DEL2 spielen, und den Mannschaften des Stammvereins EV Ravensburg genutzt wird.

## Geschichte

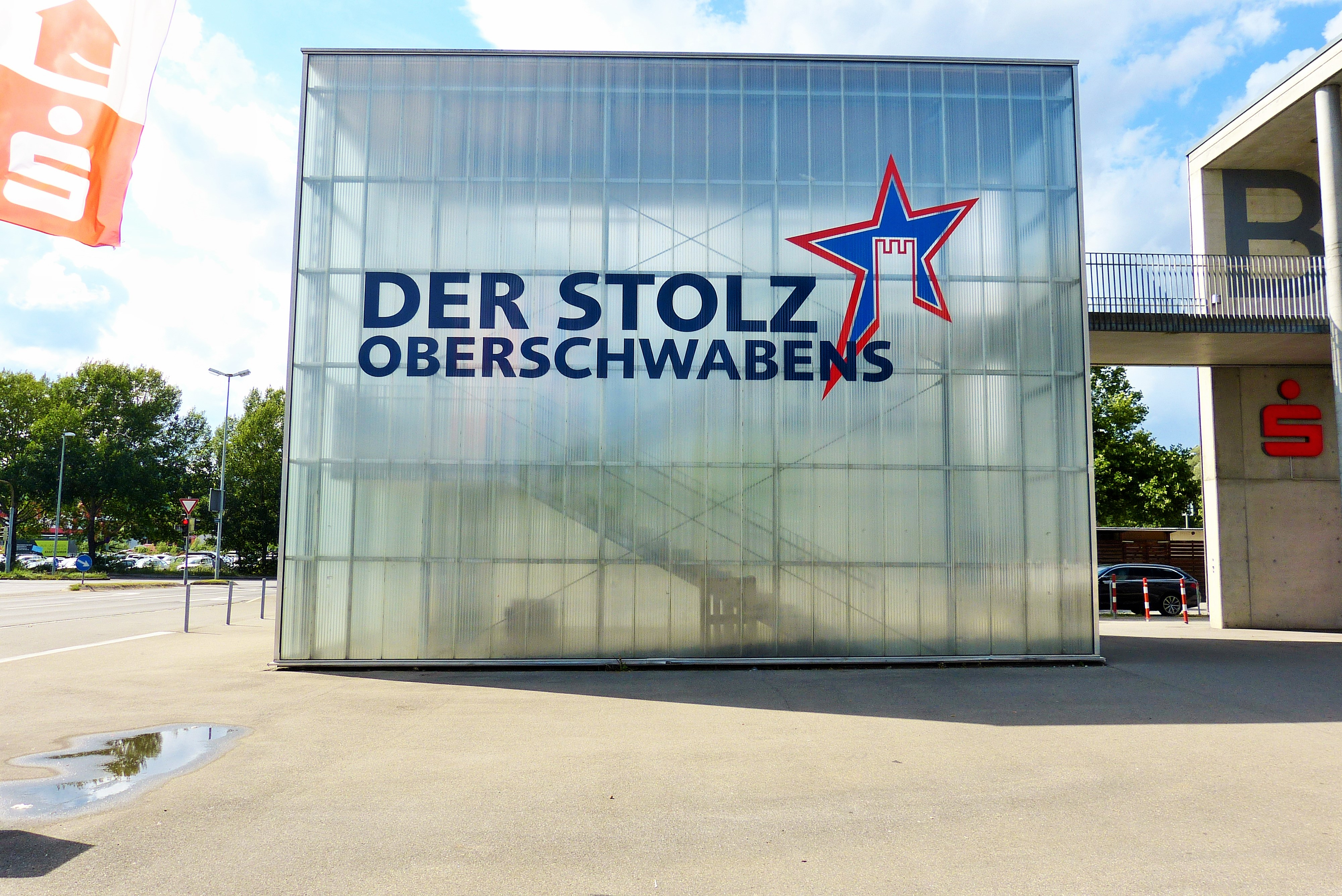
Eissporthalle Ravensburg (2020)

Die 3418 Zuschauer fassende Arena wurde 2003 eröffnet und wird im Auftrag der Stadt Ravensburg von den Technischen Werken Schussental betrieben. Neben dem Zweitligisten wird die Eishalle auch vom ESC Ravensburg, der hauptsächlich Eiskunstlauf betreibt, genutzt. Zudem ist das Stadion in der spiel- bzw. trainingsfreien Zeit für den Publikumslauf geöffnet.
Die Eissporthalle war von 2006 bis 2010 Austragungsort des jährlichen Fraueneishockeyturniers MLP Nations Cups und wird auch für Eiskunstlaufveranstaltungen wie Moscow Circus on Ice genutzt. Vom 11. bis zum 17. April 2011 war die Eissporthalle Ravensburg Austragungsort der Eishockey-Weltmeisterschaft der Frauen der Division I. Der deutschen Frauen-Nationalmannschaft gelang hier der Wiederaufstieg in die A-Gruppe.
Am 10. Dezember 2018 übernahm der langjährige Hauptsponsor CHG-Meridian die Namensrechte der Eissporthalle Ravensburg für die Spiele der Towerstars, die seit Januar 2019 daher dann CHG Arena heißt. Die Stadtverwaltung Ravensburg verwendet den Namen Eissporthalle Ravensburg – CHG Arena, nicht zuletzt da auch andere sportliche Aktivitäten in der Halle stattfinden, die nichts mit den Towerstars zu tun haben.